# Questione omerica

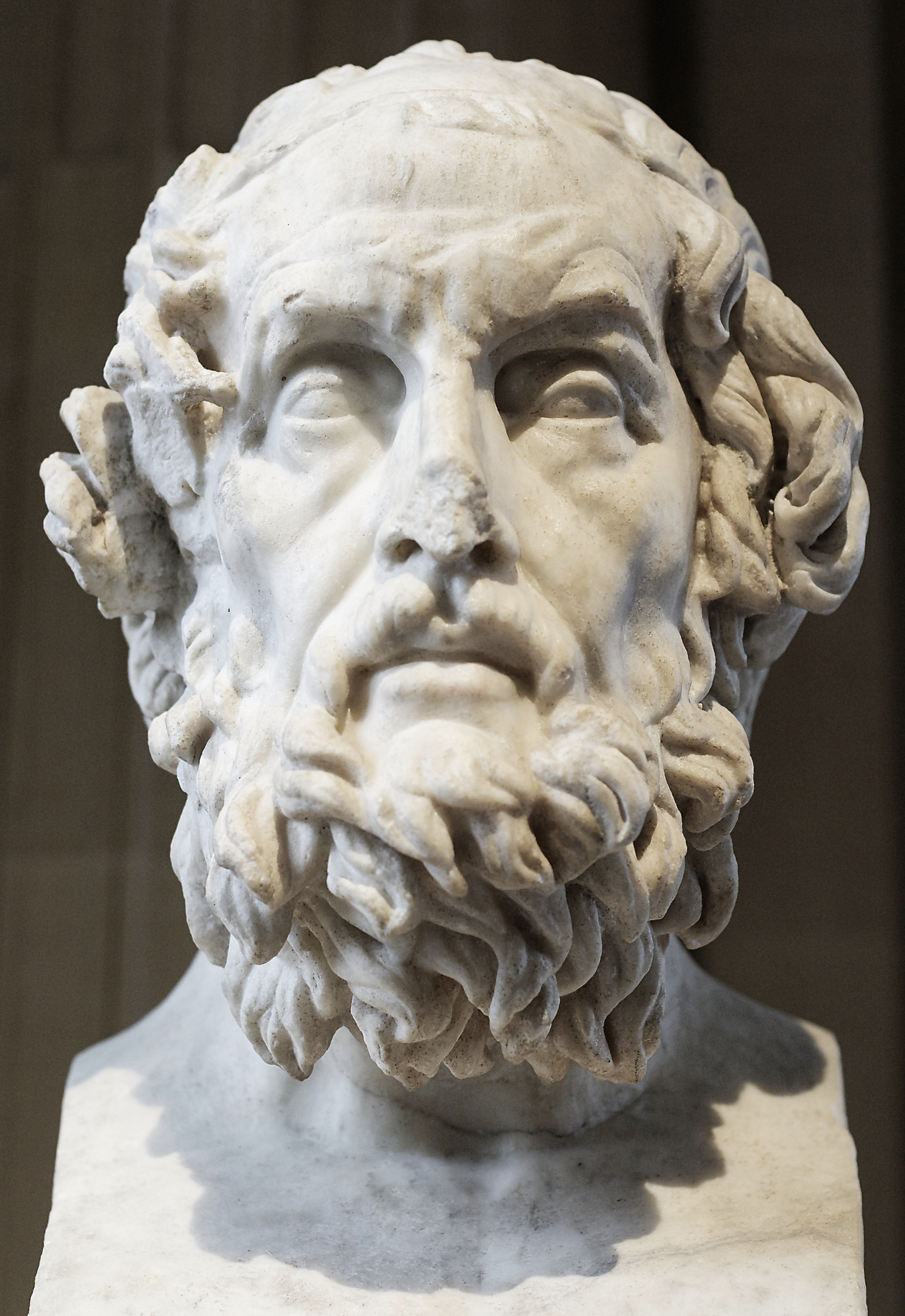
Omero

La questione omerica si riferisce al dibattito che interessa filologi e storici della lingua greca arcaica circa l'attendibilità della composizione dell'Iliade e dell'Odissea da parte di Omero e sull'esistenza stessa di quest'ultimo.
Il dibattito ha origini molto antiche, perché già in età classica si discuteva sulla paternità dell'Odissea di Omero. Negli ultimi secoli del medioevo, e nei primi del rinascimento, vi sarà uno sviluppo di questo dibattito, ma si potrà parlare di questione omerica solo con Wolf e con la suddivisione degli studiosi in unitari ed analitici (i primi riconoscono Omero come autore di almeno uno dei poemi o entrambi; i secondi disconoscono completamente la paternità omerica dei poemi).
Essa è motivata, anzitutto, dall'interesse per la figura del poeta Omero, di cui gli antichi non dubitavano ma, allo stesso tempo, di cui avevano notizie insicure e che era al centro di vere e proprie rivendicazioni (per esempio sul luogo di nascita); soprattutto, però, trae origine dai dubbi testuali suscitati dagli stessi poemi omerici: in essi, infatti, si riscontrano incongruenze (per esempio l'uso del duale nel libro IX dell'Iliade, quando i membri dell'ambasceria sono in realtà tre), contraddizioni (per esempio Pilemene, condottiero dei Paflagoni, che muore in Iliade V 576 ma ritorna in XIII 658), frequenti ripetizioni di espressioni e interi blocchi di versi.

## Il dibattito presso gli antichi
Tutti gli autori antichi ci informano che una fissazione per iscritto dei due poemi era avvenuta già al tempo di Pisistrato, ad Atene nel VI secolo a.C.: si trattò di una sorta di edizione nazionale che finì per prevalere su quelle dovute a singole comunità cittadine, che già da tempo circolavano in tutta la Grecia affiancate da quelle nate a cura di privati. La suddivisione dei poemi in 24 canti, contrassegnati da lettere maiuscole per l'Iliade e da minuscole per l'Odissea, è di età alessandrina. 
Proprio a partire dalla redazione pisistratea e dalla composizione orale dei due poemi, nasce e si sviluppa la questione omerica. 
Inoltre, a seguito di studi, si è scoperto che tra la scrittura dell'Iliade e dell'Odissea passarono alcuni secoli.
Si pensa dunque che Omero possa aver scritto solo uno dei due poemi. 

### I grammatici alessandrini
Chi propende per un'origine antica fa risalire la questione omerica al III secolo a.C., in epoca ellenistica, quando due grammatici alessandrini, Xenone ed Ellanico, basandosi su discrepanze di contenuto fra Iliade e Odissea, giunsero a pensare che fossero stati scritti da due persone diverse, meritandosi così l'appellativo di χωρίζοντες (chorizontes), ovvero separatori. Le loro idee, che non arrivavano quindi alla decostruzione dei poemi, furono aspramente contrastate qualche secolo dopo da Aristarco di Samotracia insieme a Zenodoto di Efeso e Aristofane di Bisanzio. Questi, dall'alto della sua autorità di direttore della Biblioteca di Alessandria, con lo scritto Contro il paradosso di Xenone, liquidò le tesi come eresie. Le diversità fra i due poemi, però, permasero e furono spesso giustificate con motivazioni fantasiose ed ingenue; ad esempio l'anonimo autore del Sul sublime (chiamato Pseudo-Longino, del I secolo d.C.), attribuisce l'Iliade ad un Omero più giovane e l'Odissea ad una fase matura e senile della vita del poeta, giustificando questa affermazione con la diversità caratteriale dei protagonisti dei due poemi: da un lato l'irruente e iroso Achille e dall'altra il saggio ed accorto Odisseo.

## D'Aubignac e Vico
Nel 1664 François Hédelin, abate d'Aubignac, lesse in pubblico un suo scritto dal titolo Conjectures accadémiques ou dissertation sur l'Iliade. La dissertazione, che fu pubblicata postuma solo nel 1715, nasceva dall'esigenza di difendere la qualità letteraria del poema dalla sottovalutazione e dal disprezzo allora imperante in Francia. D'Aubignac credeva che Omero non esistesse e che l'Iliade fosse una incoerente mescolanza di vari canti (petite tragedie) composti in età diverse; il valore letterario non andava quindi valutato con riferimento all'opera complessiva ma ricercato in relazione alle singole parti. 
D'Aubignac non conosceva il greco, ed aveva avuto, con i poemi omerici, solo rapporti mediati da traduzioni latine (in particolare quelle di Jean de Sponde), e basterebbe questo a indebolire le sue argomentazioni. Egli sosteneva inoltre che, dato che al tempo di Omero la scrittura non esisteva, l'Iliade, a motivo della sua lunghezza, non avrebbe potuto essere tramandata oralmente. Tuttavia d'Aubignac basava la sua intera tesi su una visione assolutamente antistorica (come del resto fecero altri dopo di lui).
Fu invece opposto il giudizio di Giambattista Vico che, anticipando teorie riprese poi dai Romantici, affermava che la poesia omerica non potesse essere opera di un solo autore ma di tutto il popolo greco nel suo Tempo Favoloso. Dopo aggiunte da parte di intere generazioni di cantori popolari, che si celavano sotto il nome di Omero, sarebbero nati i poemi omerici. Entrambi quindi, pur avendo visioni diverse della creazione dei poemi sostengono l'inesistenza di Omero.

## Wolf

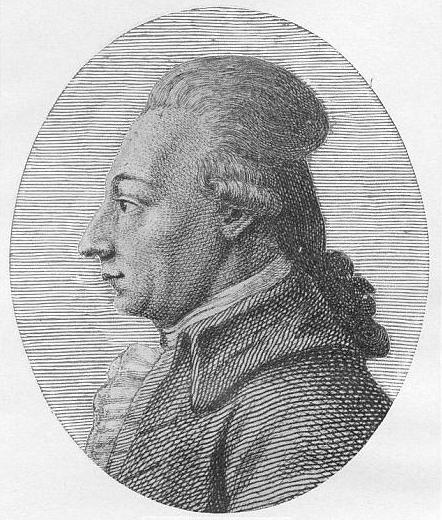
Wolf, il "padre" della questione omerica

L'incomprensione del razionalismo dominante di Vico, da parte dei contemporanei, rese scarsamente popolare il pensiero del filosofo, e quindi le sue supposizioni sui poemi omerici. La stessa cosa non accadde per gli scritti di D'Aubignac, che coinvolsero la celebre opera del filologo tedesco Friedrich August Wolf (1759 – 1824), Prolegomena ad Homerum (Introduzione ad Omero), apparsa nel 1795 e considerata ancora oggi la prima trattazione del poema a livello scientifico.
L'opera, che vuole essere un'introduzione ad un'edizione critica dei due poemi, è per circa metà costituita da un'approfondita omerologia antica, mentre nella seconda metà si affronta più direttamente la questione; la tesi dell'abate francese (l'inesistenza della scrittura e la cucitura di piccole rapsodie) è accompagnata da citazioni e testimonianze, che danno originalità all'opera laddove invece essa, senza ammetterlo esplicitamente, è sostanzialmente debitrice all'opera non solo di D'Aubignac, ma anche di T. Blackwell e R. Wood. Le quotazioni dell'opera wolfiana, dopo un'iniziale freddezza, cominciarono a salire fino a far proclamare Wolf padre della questione omerica
La fortuna del filologo tedesco fu anche accidentalmente legata ad un evento letterario che aveva avuto un'influenza particolare sulla cultura contemporanea: l'anno successivo alla pubblicazione dello scritto di Wolf moriva il poeta scozzese James MacPherson, autore dei Canti di Ossian, una raccolta di poemetti che egli diceva esser stati tramandati per via orale da Ossian, un bardo (il corrispondente celtico dell'aedo greco) vissuto molti secoli prima (III secolo d.C.). MacPherson affermava di aver raccolto quei canti dalla viva voce dei contadini e pastori della sua terra: in realtà l'opera era un abile falso letterario, che ricreava l'atmosfera delle saghe celtiche, ma che era quasi integralmente dovuta alla mano dello scrittore moderno.
Questa opera offriva una precisa conferma della tesi di Wolf, equiparando Omero ad Ossian e colui che riportò in forma scritta i due poemi all'epoca di Pisistrato a MacPherson. Tuttavia, va riconosciuto a Wolf il merito di aver sviluppato tesi e spunti offertigli dai suoi predecessori e di aver indicato ai suoi successori una strada analitica. Da lui derivò un'intera corrente di filologi che portò ad una vera e propria vivisezione dei due poemi con l'intento di individuare qualsiasi elemento che potesse avvalorare la tesi anti-unitaria. Inoltre si delineeranno due strade diverse di pensiero che faranno da base agli studi omerici dell’'800 e '900. Nacquero così gli unitari (studiosi che attribuiscono ad Omero almeno uno dei due canti, generalmente l'Iliade, se non entrambi) e gli analitici (coloro che disconoscono Omero come padre dei due poemi).

## La critica analitica

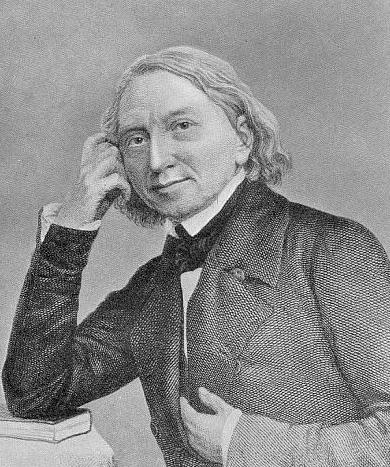
Karl Lachmann

Si delineano, all'interno della critica analitica, due teorie, una di un nucleo a cui si legano altri canti, l'altra di canti autonomi uniti insieme. Secondo la teoria del nucleo primitivo inaugurata da Hermann, in origine ci sarebbero stati due canti sull'ira di Achille e sul ritorno di Odisseo, poco per volta ampliati da intere generazioni di rapsodi.
Bethe e Mazon sostengono che questo primo nucleo dovesse contenere almeno quattordici libri: l'ira di Achille, la cacciata dei Greci da Troia, l'uccisione di Ettore e la celebrazione di un eroe (i canti XIX, XX, XXI, XXII sono incentrati su quella di Achille). Secondo la teoria dei canti sparsi introdotta da Karl Lachmann e dal suo discepolo Kirchhoff, vi erano canti autonomi o poemetti minori, che formarono un agglomerato di canti che, ad opera di un ulteriore poeta, sarebbero stati cuciti nei due poemi epici attuali.
Vi è poi il tentativo di conciliare le teorie analitiche e quelle unitarie, da parte di Ulrich von Wilamowitz-Moellendorff, con il suo scritto del 1916 Die Ilias und Homer. Egli accetta le teorie di Lachmann e Kirchhoff, afferma che, attorno all'VIII secolo, in ambiente ionico, un poeta (forse di nome Omero) attingendo alla tradizione rapsodica della sua terra avrebbe fuso i Kleinepen (primi nuclei) in un Grossepos (grande poema epico). A questo lavoro si sarebbero aggiunti poi nuovi canti; in questo modo si prova l'esistenza di Omero e della sua opera, al di là delle aggiunte e del materiale già esistente.

## Parry: la teoria oralistica
La questione omerica ebbe un'importante svolta con le teorie di Milman Parry (1902-1935). Secondo tale studioso i poemi omerici nacquero in una cultura orale, ossia in una società che non conosceva la scrittura. Egli esaminò le cosiddette "formule" dei poemi omerici, ossia gruppi di due o più parole (talvolta svariati versi) che si ripetono in numerosi punti dei poemi omerici, immutati o con minime variazioni per adeguarsi al racconto e alla metrica. Tali formule erano spesso legate a temi anch'essi ricorrenti (la battaglia, il consiglio, lo scudo dell'eroe e altri) e spesso prevedibili. In questo modo Parry e i successivi studiosi arrivarono a dimostrare che le parti dei poemi omerici non legate a formule erano in realtà molto poche. Secondo tali studiosi, le formule erano legate alla cultura dell'oralità, poiché facilitavano ai rapsodi la memorizzazione di lunghi poemi.
Tali rapsodi infatti non imparavano i poemi a memoria, ma erano in grado di ripeterli, ogni volta con poche variazioni, appunto cucendo insieme la varie formule. Questo sistema formulare non poteva essere il risultato della composizione (puramente orale) da parte di un singolo autore, ma era venuto formandosi col passare dei secoli e con il contributo di un numero indefinito di anonimi rapsodi. Secondo la teoria di Parry insomma i poemi omerici sono il prodotto della cultura di tutto un popolo e non avrebbero dunque un autore preciso.
Questo modo di poetare favorirebbe quindi la ripetizione di formule precostituite, ossia gli epiteti. L'idea che opere poetiche di eccelso valore fossero essenzialmente costituite da stereotipi risultò sorprendente e poco credibile a molti studiosi, ma Parry spiegò che in una cultura orale, che non può mettere nulla per iscritto, le nozioni devono essere costantemente ripetute per evitare che vadano perse, e questo porta quindi allo stereotipo, al continuo ribadire concetti e parole già espressi. Insomma i poemi omerici contenevano stereotipi per il semplice fatto che la cultura orale era essenzialmente basata sullo stereotipo.